# ألكسندرو نيشتور
ألكسندرو نيشتور (مواليد 27 يونيو 1979) هو مبارز بالسيف روماني، مثّل بلاده في الألعاب الأولمبية الصيفية 2004.

## روابط خارجية
ألكسندرو نيشتور على موقع الاتحاد الدولي للمبارزة (الإنجليزية)
- ألكسندرو نيشتور على موقع الاتحاد الأوروبي للمبارزة (الإنجليزية)
- ألكسندرو نيشتور على موقع اللجنة الأولمبية الدولية (الإنجليزية)
- ألكسندرو نيشتور على موقع أوليمبيديا (الإنجليزية)